# ウィリアム・ヘア (初代リストーエル伯爵)
初代リストーエル伯爵ウィリアム・ヘア（英語: William Hare, 1st Earl of Listowel、1751年9月 – 1837年7月13日）は、アイルランド王国出身の政治家、貴族。

## 生涯
リチャード・ヘア（Richard Hare）と妻キャサリン（Catherine、旧姓メイラー（Maylor）、サミュエル・メイラーの娘）の息子として、1751年9月に生まれた。
1796年から1797年までコーク・シティ選挙区の、1797年から1800年までアサイ選挙区の代表としてアイルランド庶民院議員を務めた後、1800年7月31日にアイルランド貴族であるケリー県のエニスモア男爵に叙された。この叙爵はアイルランド総督の初代コーンウォリス侯爵チャールズ・コーンウォリスの推薦を受けたものであり、議会で息子とともに1800年合同法を支持したためだという。コーンウォリスによれば、ヘアはコーク県とケリー県に領地があり、年収12,000ポンド以上に相当した。
1803年には初代ロングヴィル子爵リチャード・ロングフィールドがエニスモア男爵を代表して政府に子爵への叙爵を申請し、長男リチャードの議会活動も父の子爵か伯爵への叙爵を目的としたが、実現したのは10年以上後のことだった。1816年1月22日に同じくアイルランド貴族であるエニスモア＝リストーエル子爵に、1822年2月5日に同じくアイルランド貴族であるリストーエル伯爵に叙された。リチャードは父の子爵叙爵とともにアイルランド貴族代表議員選出も確保しようとしたが、失敗している。
1837年7月13日にナイツブリッジのキングストン・ハウス（1813年に購入した邸宅）で死去、24日にウェストミンスター寺院に埋葬された。長男に先立たれたため、孫ウィリアムが爵位を継承した。

## 家族
1772年5月30日、メアリー・リクソン（Mary Wrixon、1752年頃 – 1810年8月5日、ヘンリー・リクソンの娘）と結婚、2男4女をもうけた。
- リチャード（英語版）（1773年3月20日 – 1827年9月24日） - アイルランド庶民院議員、連合王国庶民院議員。1797年6月10日にキャサリン・ブリジット・ディロン（Catherine Bridget Dillon、1776年12月11日 – 1828年10月13日、初代クロンブロック男爵ロバート・ディロンの娘）と結婚、子供あり。第2代リストーエル伯爵ウィリアム・ヘア（英語版）の父[1]
- マーガレット・アン（1779年 – 1835年1月19日[5]） - 1799年11月3日、初代バントリー伯爵リチャード・ホワイトと結婚、子供あり
- ウィリアム・ヘンリー（1782年7月1日 – 1848年[6]） - 1806年7月17日、シャーロット・ボウ（Charlotte Baugh、アイザック・ボウの娘）と結婚、子供あり[5]
- メアリー（1841年7月31日没） - 1803年1月15日、チャールズ・モーリー・バルダーズ（Charles Morley Balders、1824年までに没）と結婚。1824年8月7日、トマス・ロイス・モーゲル（Thomas Royse Morgell）と再婚[5]
- ルイーザ（1855年4月18日没） - 1817年3月15日、ジョン・ブッシュ（John Bushe、1870年没、チャールズ・ケンダル・ブッシュ（英語版）の長男）と結婚[5][6]
- キャサリン（1864年6月30日没） - 1808年1月10日、リチャード・マウンセル（Richard Maunsell、1819年3月17日没）と結婚[5][6]

1812年3月5日、アン・レイサム（Anne Latham、1778年頃 – 1859年10月2日、ジョン・レイサムの娘）と再婚した。